# Jan Rudolf Trčka von Lípa
Jan Rudolf Trčka von Lípa (auch Johann Rudolf Trčka von Leipa; Johann Rudolf Trtschka von Leipa; tschechisch Jan Rudolf Trčka z Lípy; * 1557; † 29. September 1634 in Deutschbrod) war ein böhmischer Adeliger, Kaiserlicher Rat und Landrichter sowie Statthalter des Königreichs Böhmen. Er wurde, teils durch Erbschaft, teils durch günstigen Erwerb von beschlagnahmten Gütern protestantischer Emigranten, zu einem der größten Grundbesitzer Böhmens. Er gehörte zum familiären Umkreis Wallensteins. Nach dessen Ermordung und Trčkas bald darauf erfolgtem Tod wurde sein gesamtes Vermögen nach einem Hochverratsprozess beschlagnahmt.

## Familie
Jan Rudolf Trčka von Lípa entstammte dem Adelsgeschlecht Trčka von Lípa. Seine Eltern waren Burjan III. Trčka von Lípa auf Kumburg, Swietla und Reichenau an der Knieschna († 1591) und Katharina von Guttenstein (Kateřina z Gutštejna).
Am 8. Januar 1588 vermählte sich Jan Rudolf mit Maria Magdalena, Tochter Ladislavs d. Ä. von Lobkowitz. Der Ehe entstammten die Söhne:
- Adam Erdmann Trčka von Lípa, heiratete 1627 Maximiliane Gräfin von Harrach (1608–1662), die Schwester von Wallensteins Gemahlin Isabella. Adam Erdmann konspirierte mit den Schweden, wollte Wallenstein auf deren Seite ziehen und wurde zusammen mit ihm 1634 in Eger ermordet.
- Wilhelm (Vilém) Trčka von Lípa († 1634)

sowie die Töchter
- N. N., † vor 22. Januar 1606; verlobte sich mit Heinrich Matthias von Thurn, dem späteren militärischen Anführer der böhmischen protestantischen Exulanten, starb jedoch noch vor der Hochzeit.
- Elisabeth/Alžběta/Eliška heiratete Wilhelm Kinsky, einen der Anführer der protestantischen böhmischen Emigranten in Dresden, der aber dank seinem Schwiegervater seinen umfangreichen Besitz in Böhmen behalten und sogar erweitern durfte. Kinsky wurde, zusammen mit Wallenstein und seinem Schwager Adam Erdmann Trčka, 1634 in Eger ermordet. Nach seinem Tod emigrierte Elisabeth in die Niederlande, wo sie 1637 den böhmischen Emigranten Zdeňek von Hodice (tschechisch Zdeňek Hodický z Hodic a Olramovic; † 1641) heiratete. 1638 starb sie in Hamburg.
- Johanna († 1651), heiratete 1627 Johann Wilhelm von Schwanberg (Jan Vilém ze Švamberka); trat vor der Hochzeit gegen den Willen ihrer Eltern zum katholischen Glauben über und hatte keine Nachkommen.

## Leben
1593 wurde Jan Rudolf in den böhmischen Herrenstand aufgenommen. 1594 erhielt er mit einem Schreiben, das in Regensburg ausgestellt wurde, von Kaiser Rudolf II. die Zusage, dass er über sein gesamtes Vermögen frei verfügen und dieses frei vererben dürfe. Gleichzeitig bestätigte der Kaiser, dass Jan Rudolfs Testament die gleiche Gültigkeit habe, wie ein Eintrag in die böhmische Landtafel. 1594 kaufte er von Heinrich Matthias von Thurn die Herrschaft Lipnitz. Im Jahre 1597 erbte er nach dem Tode seines Bruders Maximilian die Herrschaft Světlá. 1598 stieg Jan Rudolf zum Kaiserlichen Rat und 1608 zum Kaiserlichen Kämmerer Rudolfs II. auf.
Nach dem Tod seines Vetters Christoph (Kryštof) Jaroslav Trčka von Lípa 1601 erbte Jan Rudolf dessen Herrschaft Opočno. Zugleich war er ab 1601 der einzige Volljährige im Mannesstamm der Trčka von Lípa. 1602 hatte er das Amt des Königgrätzer Landeshauptmanns inne. Vermutlich wegen einer schweren Erkrankung errichtete er am 30. Januar 1617 sein erstes Testament. In diesem Jahr waren u. a. in seinem Besitz: Die Herrschaft mit Schloss Opočno, Světlá nad Sázavou, Lipnice nad Sázavou, Nový Želiv, Ledeč nad Sázavou und Stadt sowie die Herrschaft Deutschbrod.
Da Jan Rudolf Trčka eine unmittelbare Beteiligung am böhmischen Ständeaufstand von 1618 nicht nachgewiesen werden konnte, verlor er nach der Schlacht am Weißen Berg nur einen kleinen Teil seines Besitzes. Und obwohl er als auch seine Frau sich weiterhin zum evangelischen Glauben bekannten, konnten sie nach der Schlacht am Weißen Berg 1623/1624 zahlreiche vom Kaiser konfiszierte Besitzungen günstig erwerben, u. a. Adersbach und Schatzlar. Jan Rudolfs Frau Maria Magdalena von Lobkowitz erwarb die Herrschaften Nachod und Neustadt, die sie 1628/1629 an ihren Sohn Adam Erdmann verkaufte. Der Historiker Golo Mann charakterisiert die Eheleute so: „Die Trčka von Lípa gehörten zu den reichsten Familien in Böhmen; ihre Güter... kamen in ihrer Gesamtheit etwa der Hälfte des Herzogtums Friedland gleich. Ererbt war dieser Besitz zum kleineren Teil; zum größeren billig erkaufte und ertauschte Beute aus der Konfiskationsmasse von 1621... Der alte Trčka, Rudolf, scheint ein unbedeutender Mensch gewesen zu sein. Stärkeren Charakters war seine Gattin..., eine immer aktive Geschäftsfrau, habsüchtig zum Erstaunen... Frau Magdalena behandelte ihre Bauern noch grausamer, als der böhmische Adel es im Durchschnitt tat... Im Frühjahr 1628 war es auf den Gütern der Trčkas zu einem Aufruhr der gequälten Untertanen gekommen, Wallenstein selber, damals in Böhmen, hatte ihn niederschlagen müssen; nicht ohne Ekel übrigens, denn gegen Bauernpack zu kämpfen fand er seiner unwürdig. Den gefangenen Rädelsführern wurden in Prag die Nasen abgeschnitten und Male auf den Rücken gebrannt; so, zu jedermanns Warnung, schickte man sie nach Hause.“
Erst 1628 trat Jan Rudolf zum katholischen Glauben über, wie bereits sein Sohn Adam Erdmann es im Vorjahr getan hatte, anlässlich seiner Heirat mit der Schwester des Prager Kardinal-Erzbischofs Ernst Adalbert von Harrach, wodurch er auch zu Wallensteins Schwager geworden war. Ohne dass sie das Land verlassen musste, durfte sich seine Frau Maria Magdalena von Lobkowitz aber bis an ihr Lebensende zum evangelischen Glauben bekennen. Stets trug „die halsstarrige Alte“ ein von ihrer Tochter Elisabeth Kinsky übersandtes goldenes Medaillon mit einem Bildnis des schwedischen Königs Gustav Adolf in ihrem Beutel. Mutter und Tochter schrieben ihre konspirativen Briefe mit Zitronensaft, sodass sie nur vor einer Flamme gelesen werden konnten.
Vermutlich als Belohnung für Jan Rudolfs Konversion erhob ihn Kaiser Ferdinand II. am 9. Juli 1629, gemeinsam mit seinem Sohn, zum Reichsgrafen und ein Jahr später auch in den böhmischen Grafenstand. Ebenfalls 1630 erfolgte die Ernennung zum Kammerherrn, 1633 zum Landrichter und zum Statthalter des Königreichs Böhmen. Im selben Jahr starb seine Frau Maria Magdalena, die er in der Kirche zu Světlá bestatten ließ.
Jan Rudolf Trčka träumte, zusammen mit seinem Sohn Adam Erdmann, von einem Abfall Böhmens vom Haus Habsburg und einer Wahl Wallensteins zum böhmischen König, woraus er gegenüber Vertrauten auch keinen Hehl machte. Golo Mann: „Solange sie nicht fragten, konnten die Trčkas das ihnen liebe Geheimnis ungekränkt pflegen; Wallenstein verdarb es ihnen nicht, weil man ihm keine Ursache gab. Geahnt mag er es haben, und als Ahnung, ein fernes Spiel, das andere mit seinem Namen trieben, gefiel es ihm vielleicht. Unmöglich im Ernst. Er kannte die Art dürftigen Schattenkönigtums, welche die böhmischen Herren im Jahre 1619 geschaffen hatten und von welcher sie in ihrem zornigen Stolz auch jetzt nicht weichen würden; er hatte die Schicksale des Pfalzgrafen mit Verachtung beobachtet. Ihm selber solche Marionetten-Würde? Wenn die Emigranten als siegreiche Königsmacher zurückkehrten, was sollte mit seinem nichts weniger als schattenhaften Reichtum werden, mit Friedland, das aus Rebellengütern sich zusammensetzte? Sein geliebtes Herzogtum, das solideste Werk seines Lebens, mit einer Schattenkrone vertauschen? Es ist unplausibel, es stimmt nicht, wie man es dreht und wendet. Die Trčkas freilich, die waren bei bescheidenerer Dimension in der gleichen Lage. Indem sie mit den Emigranten zettelten, ...schnitten sie... an dem Ast herum, auf dem sie saßen, in der vagen Hoffnung, auf einen höheren zu springen, wenn jener zu Boden sänke.“
Am 29. März 1634 wurden der ältere Sohn Adam Erdmann und der Schwiegersohn Wilhelm Kinsky in Eger ermordet, zusammen mit Wallenstein, den die beiden Schwäger jahrelang zum Abfall vom Kaiser anzustiften versucht hatten, wozu der Generalissimus sich aber letztlich erst nach seiner Entmachtung – gezwungenermaßen und zu spät – entschloss. Im selben Monat starb auch Jan Rudolfs zweiter Sohn Wilhelm, der nicht verheiratet war.
Einstweilen war aber nur das Gedächtnis des toten Sohnes in Acht und Bann, nicht der lebende Vater. Die Gütertrennung zwischen beiden war freilich etwas verschwommen. Nachod hatte zwar dem Ermordeten eindeutig gehört, nun erhielt es zum Lohn Ottavio Piccolomini, der Wallensteins Sturz und Tod durch Denunziation in Wien angestiftet hatte. Von seinem ererbten Opočno bestritt Jan Rudolf Trčka das aber mit Erbitterung; und ging so weit, den Kommissaren durch eine schießbereite Garde den Zutritt zum Schloss zu verwehren. Um das Vermögen für seine Nachkommen zu retten, verfügte Jan Rudolf zunächst den Erlass aller Strafen, die er über seine Untertanen in den Herrschaften Opočno, Nachod und Neustadt verhängt hatte. Die Untertanen waren für ihre Bauernunruhen bestraft worden, nachdem sie 1628 gegen die zwangsweise Rekatholisierung protestiert hatten. Am 2. Juni 1634 verfasste Jan Rudolf ein neues Testament, mit dem die Töchter Elisabeth und Johanna und die Tochter Adam Erdmanns, Maria Isabella Trčka von Lípa, je ein Drittel der Herrschaften Opočno, Smiřice, Adersbach und Schatzlar erhalten sollten. Die Herrschaft Černíkovice, zu der sieben Dörfer aus der Herrschaft Opočno eingefügt worden waren, sollte Jan Rudolfs Schwiegertochter Maximiliana von Harrach erhalten. Weitere Besitzungen verschrieb er Jindřich Jezberovský von Olivá Hora, Adam von Waldstein, Peter Vok Švihovský von Ryzmberk, Ladislav Burian von Waldstein sowie Matthias Ferdinand Berka von Dubá.
Jan Rudolf Trčka von Lípa starb am 29. September 1634 in Deutschbrod. Vermutlich wurde er, wie in seinem Testament verfügt, neben seiner verstorbenen Frau in der Kirche von Světlá bestattet. Erst ein Jahr nach seinem Tod wurde gegen ihn und seine verstorbene Frau ein schon zu seinen Lebzeiten angeordnetes Gerichtsverfahren durchgeführt, als dessen Folge das gesamte Vermögen vom Kaiser beschlagnahmt wurde. Am 19. Mai 1636 wurden Jan Rudolf Trčka von Lípa und dessen Frau Maria Magdalena von Lobkowitz verdammt und das gesamte Vermögen der Böhmischen Kammer übertragen, der Wert betrug vier Millionen Gulden. Das Testament von 1634 wurde in der Landtafel gelöscht und für ungültig erklärt. Sämtliche Ansprüche aus dem Testament von 1634 wurden abgelehnt. Dadurch sank das bedeutende böhmische Geschlecht der Trčka von Lípa, das nach Jan Rudolfs Tod nur noch in einer Nebenlinie existierte, zur Bedeutungslosigkeit herab. Die Herrschaft Opočno erhielt der kaisertreue Feldmarschall Rudolf von Colloredo, dessen Familie sie – mit Unterbrechung von 1945 bis nach 1990 – bis heute besitzt.